# Xuân Phương (phường)
Xuân Phương là một phường thuộc thành phố Hà Nội, Việt Nam.

## Địa lý
Phường Xuân Phương có vị trí địa lý:
- Phía Đông tiếp giáp phường Từ Liêm (đi theo sông Nhuệ)
- Phía Tây tiếp giáp xã Hoài Đức, Sơn Đồng (ranh giới đi theo đường giao thông quy hoạch - ranh giới cấp huyện cũ)
- Phía Nam tiếp giáp phường Tây Mỗ (ranh giới đi theo đường cao tốc Láng - Hòa Lạc)
- Phía Bắc tiếp giáp phường Tây Tựu, Phú Diễn (ranh giới đi theo đường QL32 - đường Cầu Diễn)

## Lịch sử
Trước đây, Xuân Phương là một xã thuộc huyện Từ Liêm cũ.
Ngày 27 tháng 12 năm 2013, Chính phủ ban hành Nghị quyết số 132/NQ-CP về việc điều chỉnh địa giới hành chính huyện Từ Liêm để thành lập 2 quận và 23 phường thuộc thành phố Hà Nội. Theo đó:
- Điều chỉnh 9,30 ha diện tích tự nhiên và 596 người của xã Xuân Phương ở phía bắc Quốc lộ 32 về phường Tây Tựu thuộc quận Bắc Từ Liêm mới thành lập
- Chuyển xã Xuân Phương về quận Nam Từ Liêm mới thành lập
- Thành lập phường Phương Canh trên cơ sở điều chỉnh 260,76 ha diện tích tự nhiên và 20.243 người của xã Xuân Phương
- Thành lập phường Xuân Phương trên cơ sở điều chỉnh 275,58 ha diện tích tự nhiên và 13.809 người còn lại của xã Xuân Phương.

Ngày 16 tháng 6 năm 2025, Quốc hội Việt Nam quyết định sắp xếp toàn bộ diện tích tự nhiên, quy mô dân số của phường Phương Canh, phường Xuân Phương, một phần diện tích tự nhiên, quy mô dân số của phường Đại Mỗ và phường Tây Mỗ quận Nam Từ Liêm cũ, một phần phường Minh Khai và Phúc Diễn (quận Bắc Từ Liêm cũ), một phần của xã Vân Canh huyện Hoài Đức cũ thành phường mới có tên gọi là phường Xuân Phương.

## Văn hóa

### Di tích
Hai thôn (tương ứng với 2 làng) của Xuân Phương đều có các di tích lịch sử là đình và chùa được công nhận là di tích lịch sử - văn hóa cấp quốc gia. Đây là những công trình có nhiều giá trị văn hóa và kiến trúc.
Nhà thờ Ngọc Mạch là nơi tổ chức lễ và các hoạt động văn hóa Thiên chúa giáo của người theo đạo trong làng và khu vực lân cận.

### Lễ hội truyền thống
Lễ hội làng Ngọc Mạch diễn ra vào ngày 9 và 10 tháng 2 (âm lịch) hàng năm. Chính hội vào mùng 10/2
Làng Thị Cấm tổ chức lễ hội truyền thống vào các ngày 11,12 và 13 tháng 2 hàng năm.
Đó là những lễ hội còn giữ được nhiều hoạt động văn hóa cổ truyền đặc sắc: Hội thổi cơm thi (mùng 8 tháng giêng) tại thôn Thị Cấm, thi đấu cờ người tại làng Ngọc Mạch.